# Бельгийско-монгольские отношения
Бельгийско-монгольские отношения — двусторонние дипломатические отношения между Бельгией и Монголией В 2010 году двусторонний товарооборот между Бельгией и Монголией составил 13,8 млн долларов. В 2010 году экспорт Монголии в Бельгию составил 0,5 млн долларов.

## Экономические отношения
В 2005 году двусторонний товарооборот между Бельгией и Монголией составил 5,8 млн долларов. В 2010 году двусторонний товарооборот между Бельгией и Монголией составил 13,8 млн долларов. В 2005 году экспорт Монголии в Бельгию составил 1,1 млн долларов. В 2010 году экспорт Монголии в Бельгию составил 0,5 млн долларов. В 2005 году экспорт Бельгии в Монголию составил 4,7 млн долларов В 2010 году экспорт Бельгии в Монголию составил 13,3 млн долларов.

## Послы Монголии в Бельгии
- Л. Болд (по состоянию на 2024 год)[4].